# Самоубийственный мат

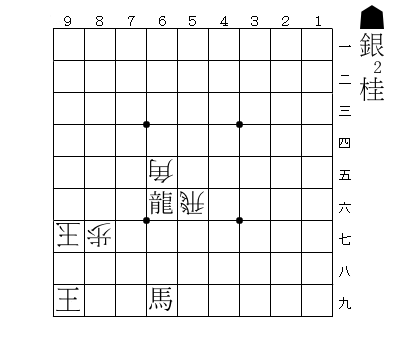
Тору Като. Цумэ в 10 ходов

Самоубийственный мат жанр задач цумэ-сёги в которых обе стороны (и сэмэката и гёкуката) стремятся поставить мат не стороне короля (гёкуката) как в обычных цумэ-сёги, а королю атакующей стороны. При этом, сторона гёкуката противиться поставить мат противоположной стороне. Как и в задачах цумэ-сёги каждый ход необходимо делать с шахом.
Первая подобная задача в японских шахматах сёги была составлена Тору Като в 1971 году. Идея таких задач фактически аналогична задачам на  обратный мат из обычных шахмат.
Решение:
1.S*88
2.P87x88= (на этом ходу и ещё два раза сторона гёкуката, защищаясь от шахов, не переворачивает фигуры, так как это привело бы к мату атакующей стороне)
3.S*98
4.B65x98=
5.N*89
6.B98x89=
7.+R66-96
8.R56x96
9.+B69-87
10.K97x87#